# (24995) 1998 OQ
(24995) 1998 OQ est un astéroïde de la ceinture principale d'astéroïdes découvert en 1998.

## Description
(24995) 1998 OQ a été découvert le 20 juillet 1998 au Centre de recherches en géodynamique et astrométrie (CERGA), à Caussols en France, par le projet scientifique européen OCA-DLR Asteroid Survey (ODAS).

### Caractéristiques orbitales
L'orbite de cet astéroïde est caractérisée par un demi-grand axe de 2,53 UA, un périhélie de 2,19 UA, une excentricité de 0,13 et une inclinaison de 4,27° par rapport à l'écliptique. Du fait de ces caractéristiques, à savoir un demi-grand axe compris entre 2 et 3,2 UA et un périhélie supérieur à 1,666 UA, il est classé, selon la JPL Small-Body Database, comme objet de la ceinture principale d'astéroïdes.

### Caractéristiques physiques
(24995) 1998 OQ a une magnitude absolue (H) de 15,0 et un albédo estimé à 0,289.